# HSBC Saudi Arabia
Die HSBC Saudi Arabia Limited ist ein Joint-Venture zwischen der Saudi Awwal Bank (SAB) und der HSBC Asia Holdings B.V. mit Sitz in Riad. Sie wurde 2005 als Limited Liability Company mit einem Kapital von 500 Mio. Saudi-Riyal gegründet.
Die Bank bietet institutionelles Brokerage, Wertpapiere, Investmentbanking-Beratung, Fremdkapital, Projekt- und Exportfinanzierung sowie Aktienrecherchedienste an.
Es handelt sich um die erste unabhängige Investmentbank, die im Königreich Saudi-Arabien gegründet wurde. Sie fungiert als Investmentbanking-Zweig der HSBC in Saudi-Arabien. Die Bank ist an der Tadawul-Börse notiert.
Die britische HSBC Holdings hielt 49 % der Anteile an dem Joint Venture, während die SAB 51 % hielt, bis die HSBC Group im Oktober 2019 Anteile von SAB erwarb und mit einem Anteil von 51 % Hauptaktionär wurde.